# Eighea
Eighea – sześcioznak używany w języku irlandzkim między głoską miękką a twardą. Oznacza dźwięk /əi̯/.
Przykłady:
- leigheas "lek";
- deideigheanna "miękkie zabawki".